# Gale Sondergaard
Gale Sondergaard, ursprungligen Edith Holm Sondergaard, född 15 februari 1899 i Litchfield i Minnesota, död 14 augusti 1985 i Woodland Hills i Kalifornien, var en amerikansk skådespelare.

## Biografi
Sondergaards föräldrar var av dansk härkomst. Hon var 1936 den första person att motta en Oscar för Bästa kvinnliga biroll för sin roll i Äventyraren Anthony Adverse. 1946 nominerades hon till en andra Oscar för sin roll i Anna och kungen av Siam.
Under 50-talet skadades Sondergaards karriär genom att hennes andra make, regissören Herbert Biberman, anklagades för att vara kommunist under röda faran. 
I filmen One of the Hollywood Ten (2000) om denna period porträtterades Sondergaard av Greta Scacchi och Bieberman av Jeff Goldblum.

## Filmografi i urval

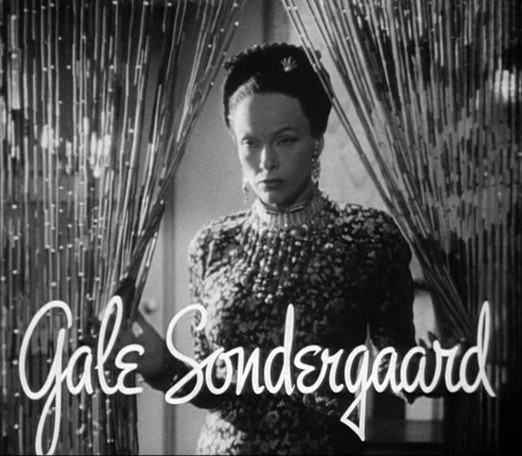
Gale Sondergaard i Brevet 1940.

- 1936 – Äventyraren Anthony Adverse
- 1937 – Emile Zolas liv
- 1937 – Den Blodröda Dimman
- 1939 – Idolen i Tyrolen
- 1939 – Frihetshjälten Juarez
- 1940 – Fågel blå
- 1940 – Zorros märke
- 1940 – Brevet
- 1941 – Mysteriet svarta katten
- 1942 – Min favoritblondin
- 1943 – Appointment in Berlin
- 1944 – Zigenerskan
- 1944 – Sherlock Holmes och spindelmysteriet
- 1946 – Anna och kungen av Siam
- 1946 – En natt i paradiset
- 1946 – Förlåt att jag spökar
- 1946 – Spindelkvinnan slår tillbaka
- 1947 – Två glada sjömän i Rio
- 1949 – Den andra kvinnan
- 1970 – Mördare i natten
- 1976 – Horse återvänder
- 1976 – Pleasantville
- 1949 – Hollywood inför rätta
- 1978 – Kampen om Colorado (TV-serie)